# Janosik (program)
Janosik – projekt otwartego (open source) i darmowego odpowiednika programu Płatnik, wymaganego do elektronicznego przekazu dokumentów do ZUS przez płatników składek. Pozostaje w fazie rozwojowej, od 2007 roku projekt jest praktycznie martwy.

## Założenia projektu
Główną przyczyną założenia projektu Janosik była chęć udostępnienia użytkownikom innych systemów operacyjnych niż Windows możliwości elektronicznego sporządzania i przekazywania do ZUS wymaganych przez tę instytucję dokumentów, ponieważ program Płatnik istnieje tylko dla platformy Windows i nie przewiduje się jego przeniesienia na inne systemy operacyjne.
Projekt powstaje przy wykorzystaniu języka Python, dzięki czemu będzie dostępny na platformy, dla których istnieją interpretery tego języka – między innymi będą mogli go używać użytkownicy systemu Linux, FreeBSD, Windows, Mac OS. Głównymi założeniami projektu jest modularność umożliwiająca szybkie dostosowywanie się do zmian wymagań ZUS, wykorzystanie czytelnego i otwartego standardu do przechowywania danych (opartego na XML) oraz przyjazny interfejs użytkownika.

## Protokół KSI MAIL
Przez dłuższy czas projekt posuwał się naprzód wolno, ze względu na fakt, że ZUS bronił się przed udostępnieniem niezbędnej dokumentacji protokołu KSI MAIL (Kompleksowy System Informatyczny), dotyczącej wymiany danych pomiędzy programem Płatnik a swoimi systemami informatycznymi. Jako że dokumentacja ta stanowi tzw. informację publiczną, według obowiązującego w Polsce prawa powinna być jawna.
8 grudnia 2006, na wniosek pełnomocnika i założyciela projektu Janosik Sergiusza Pawłowicza, sąd nakazał ZUS odtajnienie dokumentacji dotyczącej przesyłania danych, od której to decyzji jednakże ZUS złożył apelację. Sąd Okręgowy oddalił apelację wyrokiem z dnia 23.04.2007. W lipcu 2007 ZUS udostępnił specyfikację protokołu KSI MAIL.
Od 2007 roku dostępna jest także oficjalna specyfikacja interfejsu systemu KSI udostępniona przez ZUS.